# Modern Chivalry
Modern Chivalry – pikareska autorstwa Hugh Henry'ego Brackenridge'a, wydana w 1792. Bohaterem powieści jest kapitan John Farrago, który opuszcza rodzinną farmę w zachodniej Pensylwanii, by zwiedzić świat. Pierwsza amerykańska powieść łotrzykowska.